# Cruel Hand
Cruel Hand es una banda estadounidense de hardcore punk de Portland, Maine que fue formada en 2006. Hasta 2013, Cruel Hand ha publicado cuatro álbumes de larga duración: Without a Pulse, a través de 6131 Records, Prying Eyes y Lock & Key mediante Bridge 9 Records y The Negatives a través de Hopeless Records. La banda también ha publicado tres EP a través de Bridge 9: Life in Shambles, Cruel Hand Y Born Into Debt, We All Owe a Death. Su canción "Face to Face" fue presentada en el "América' Hardcore Recopilación"  de Triple B Records.

## Historia
Cruel Hand se formó en Portland, Maine, en 2006, originalmente como proyecto paralelo de la banda, Outbreak, creando una oportunidad a los miembros de la banda para tocar instrumentos diferentes.  En 2007 publicaron su álbum debut Without a Pulse, a través de 6131 Records. Hicieron shows alrededor de los EE. UU. con Trash Talk y The Mongoloids, con giras por los Estados Unidos y una por Europa.  Cruel Hand firmó con Bridge 9 para grabar su segundo álbum, Prying Eyes, el cual fue grabado en Getaway Records y en God City Studios en 2008. Cruel Hand publicó EP homónimo en 2010 presentando una canción de su tercer álbum, Lock & Key. Lock & Key fue publicado el 27 de julio de 2010, mediante Bridge 9 Records. La banda luego tuvo una extensa gira por los EE. UU., Europa, y Australia presentando su más reciente álbum. El 5 de noviembre de 2012 Cruel Hand publicó una canción nueva junto con su respectivo video, la canción fue titulada "Cheap Life".
Cruel Hand posee influencia de bandas como Cro-Mags, Metallica, y Madball, y es a menudo comparado a la actual banda de Toronto No Warning.

## Discografía
Álbumes de estudio
- Without a Pulse (2007, 6131 Records)
- Prying Eyes (2008, Bridge 9 Records)
- Lock & Key (2010, Bridge 9 Records)
- The Negatives (2014, Hopeless Records)
- Your World Won't Listen (2016, Hopeless Records)

EP
- Life in Shambles (2008, Bridge 9)
- Cruel Hand (2010, Bridge 9)
- Vigilant Citizen (2013, Triple B Records)
- Born Into Debt, We All Owe a Death (2013, Closed Casket Activities)

Demos
- Cruel Hand Demo '06 (2006)